# Châteauneuf-les-Bains
 Châteauneuf-les-Bains  es una población y comuna francesa, situada en la región de Auvernia, departamento de Puy-de-Dôme, en el distrito de Riom y cantón de Manzat.

## Demografía
| 508 | 492 | 453 | 374 | 330 | 303 |
| Para los censos de 1962 a 1999 la población legal corresponde a la población sin duplicidades (Fuente: INSEE [Consultar]) |     |     |     |     |     |